# Bohuslavice (Kyjov)
Bohuslavice (v dolském nářečí Búslavice,  německy Bohuslawitz) jsou velká vesnice, část města Kyjov v okrese Hodonín v Jihomoravském kraji. Místní říkají oblastem Dědina (střed), Kopec (SV), Pod Starú Horú (JZ) a Zákostelí (SZ). Bohuslavice byly osídleny již od pravěku. Svědčí o tom nálezy v okolí i v obci. V Bohuslavicích bylo výhodné místo pro zakládání osad poblíž vody a ochrana kopci a svahy. Obcí protéká řeka Kyjovka. Podle pověstí zde dříve na kopci stával hrad (dnes se kopci říká Na hradě), tvrz (za práškovou lakovnou VATAX) a dokonce prý kožený most přes bažinu.

## Archeologické nálezy
Území Bohuslavic je relativně bohaté na archeologické nálezy. Z mladší doby kamenné (4500 až 2500 př. n. l.) existují nálezy u tvrze: sídliště s volutovou keramikou, nález hrobu skrčence, naběračka ze sídliště lidu s moravskou malovanou keramikou (nálezy při stavbě trati v roce 1885 a 1942). Z pozdní doby kamenné (2500 až 1800 př. n. l.) pak sídliště s keramikou, přesleny a hliněná závaží, sekeromlat a keramika zvoncových pohárů. Mladší doba bronzová (do 1200 př. n. l.) je zastoupena nedokončeným sídlištním opevněním na Hradišti. Dále se z doby bronzové dochovaly již jen ojedinělé nálezy: zlomky bronzových jehlic a několik nálezů keramiky. U Čeložnic je stodvanáct mohyl ze střední doby bronzové.
Starší doba železná (700 až 400 př. n. l.) je přítomna na pohřebišti Na Pískách, kde byly nalezeny ozdoby a štěrkátka. Z laténského období (do 400 n. l.) jsou opět jen ojedinělé nálezy: náramek a keltská duhovka (jediná zlatá keltská mince nalezena na Kyjovsku). Doba římská (až do 500 n. l.) není zastoupena v nálezech vůbec. Naopak z doby stěhování prvních Slovanů na toto území (až 10. století n. l.) je doloženo slovanské pohřebiště (na Šotnerech s padesáti mohylami z poloviny 9. století) a u Nechvalína dvě pohřebiště s hroby velkomoravských velmožů. V Chobotech pak další dva velkomoravské hroby (asi část většího pohřebiště). Co se týče nálezů ze středověku, jde o úlomky keramiky na hradě, u tvrze, pod Šotnery a v Darovech, respektive nad Masaříkovým mlýnem.

## Historie
První písemná zmínka o vesnici pochází z roku 1356.

## Obyvatelstvo
| Rok            | 1869  | 1880  | 1890  | 1900  | 1910  | 1921  | 1930  | 1950  | 1961  | 1970 | 1980 | 1991 | 2001 | 2011 | 2021 |
| -------------- | ----- | ----- | ----- | ----- | ----- | ----- | ----- | ----- | ----- | ---- | ---- | ---- | ---- | ---- | ---- |
| Počet obyvatel | 1 141 | 1 171 | 1 267 | 1 378 | 1 417 | 1 369 | 1 301 | 1 123 | 1 065 | 898  | 785  | 620  | 639  | 646  | 645  |
| Počet domů     | 260   | 254   | 259   | 273   | 278   | 281   | 302   | 319   | 302   | 291  | 256  | 312  | 327  | 335  | 331  |

## Obecní správa
Při sčítání lidu v letech 1850–1979 byly Bohuslavice samostatnou obcí, nejprve v okrese Kyjov, od roku 1960 v okrese Hodonín. Od 1. ledna 1980 jsou částí města Kyjov v okrese Hodonín.

## Veřejné budovy
- Včelařská stezka
- Jednota COOP (v dědině)
- Základní škola Kyjov - Bohuslavice (a pošta) (v dědině)
- Mateřská škola Kyjov - Bohuslavice (a Knihovna) (pod starú horú)
- Rudolf Jeřela - Truhlárna
- občerstvení Pod Ořechem (v dědině)
- zmrzlina U Cahlíků (v zákostelí)
- ART mlýn - ART muzeum legend (v zákostelí)
- Přírodní koupací BIOTOP Bohuslavice (na hradě - v zákostelí)
- Fotbalové hřiště s vlastní hospodou TJ Sokol Bohuslavice (v chrástce)
- ByaS, s.r.o. (Kyjov, Bohuslavice) - Kovovýroba
- VATAX spol. s r. o. - Prášková lakovna a výroba zahradních doplňků (v chrástce)
- Zahrádkářská chaloupka (Český zahrádkářský svaz - ČZS) (v chrástce)
- Bývelé JZD (jednotné zemědělské družstvo) dnešní prášková lakovna Vatax (v chrástce)
- Bývalé JZD (jendotné zemědělské družstvo) dnešní ROMILL AGROCULTURE sro (v zákostelí)
- Pálenice
- Vlaková zastávka Bohuslavice (ČSAD) (na kopci-v zákostelí)
- Kovářství Záha
- Mx Bohuslavice (motokrosová trať)

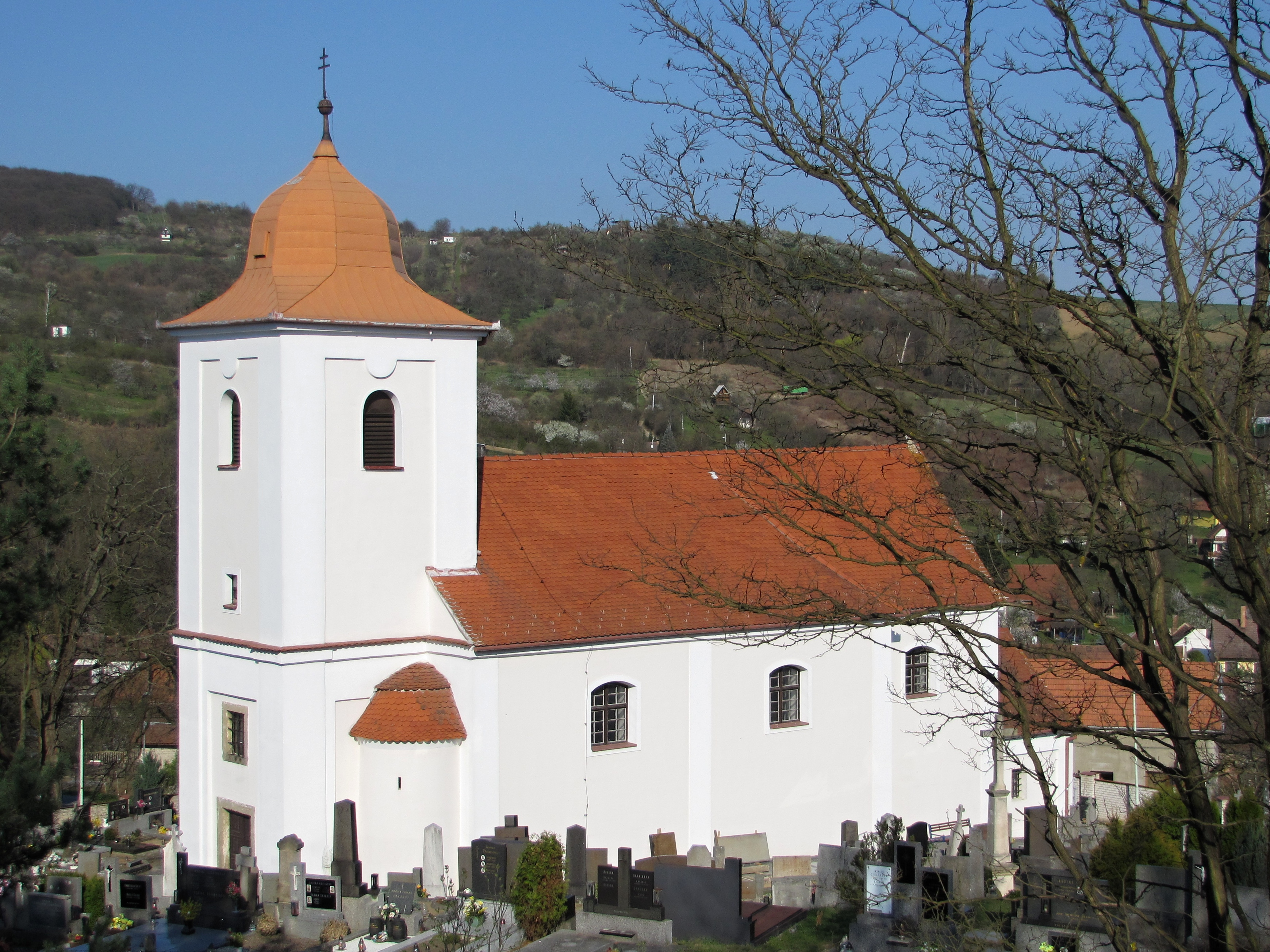
Kostel sv. Filipa a Jakuba
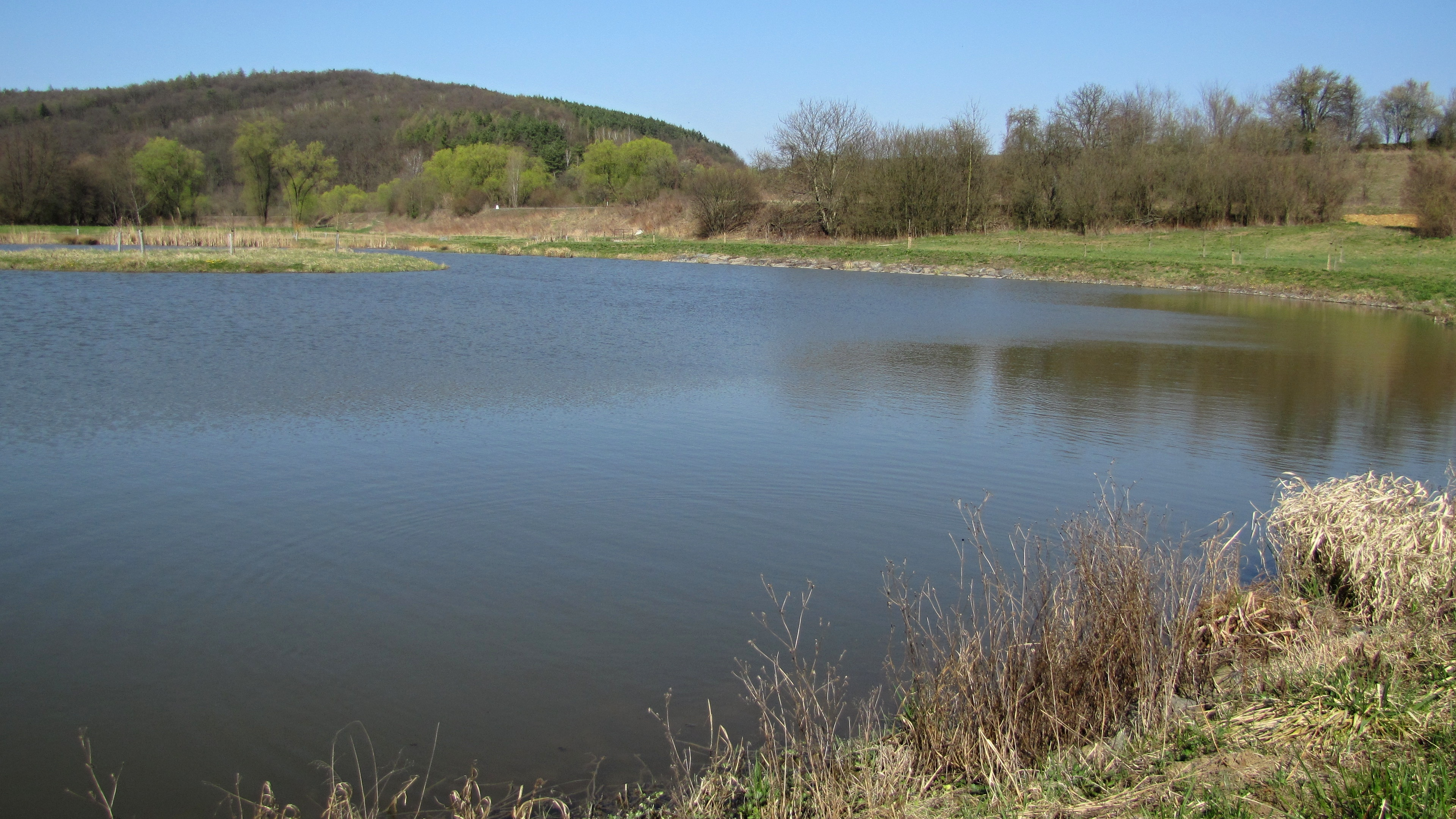
Rybník na řece Kyjovce
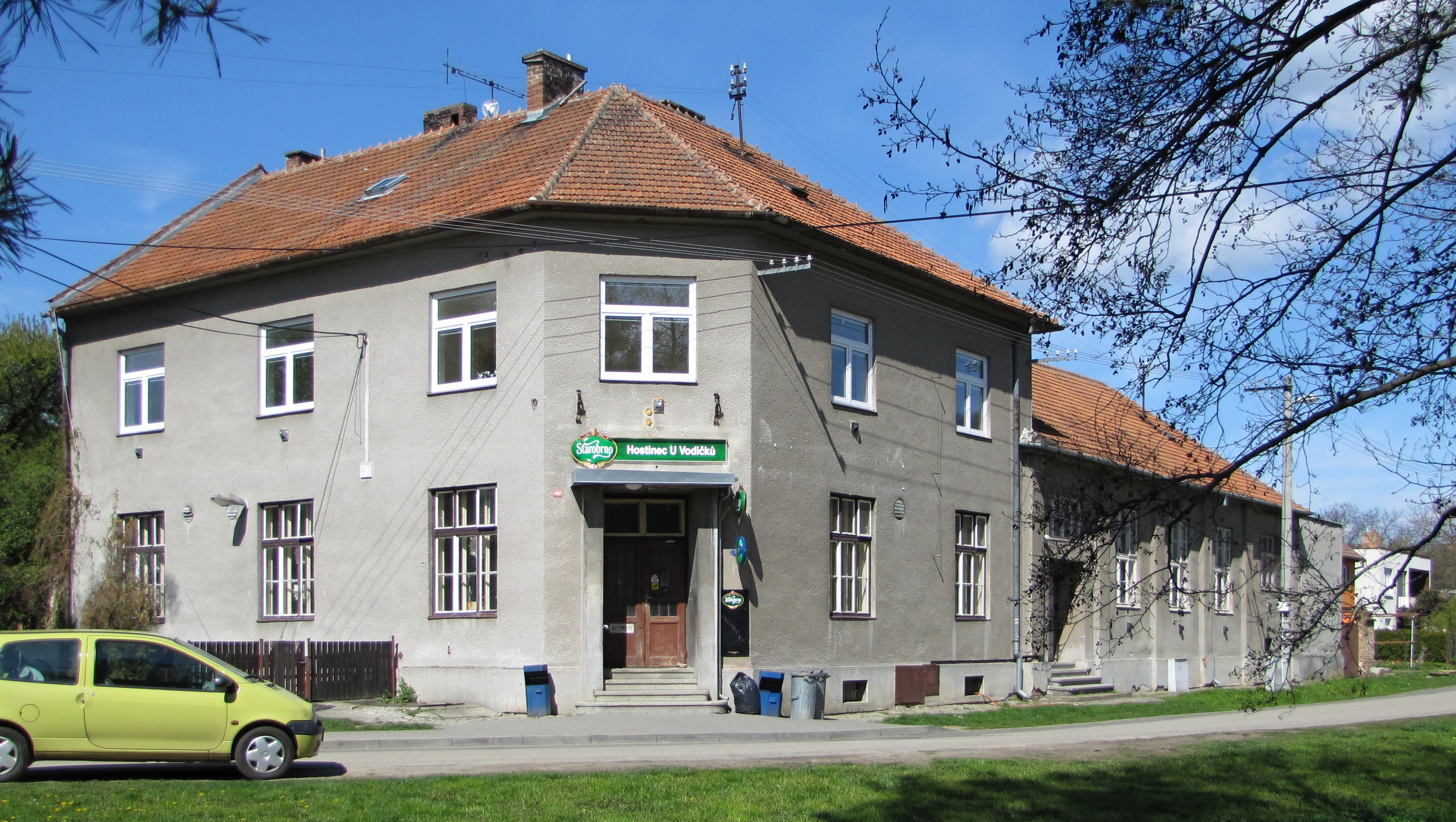
Bývalý hostinec U Vodičků
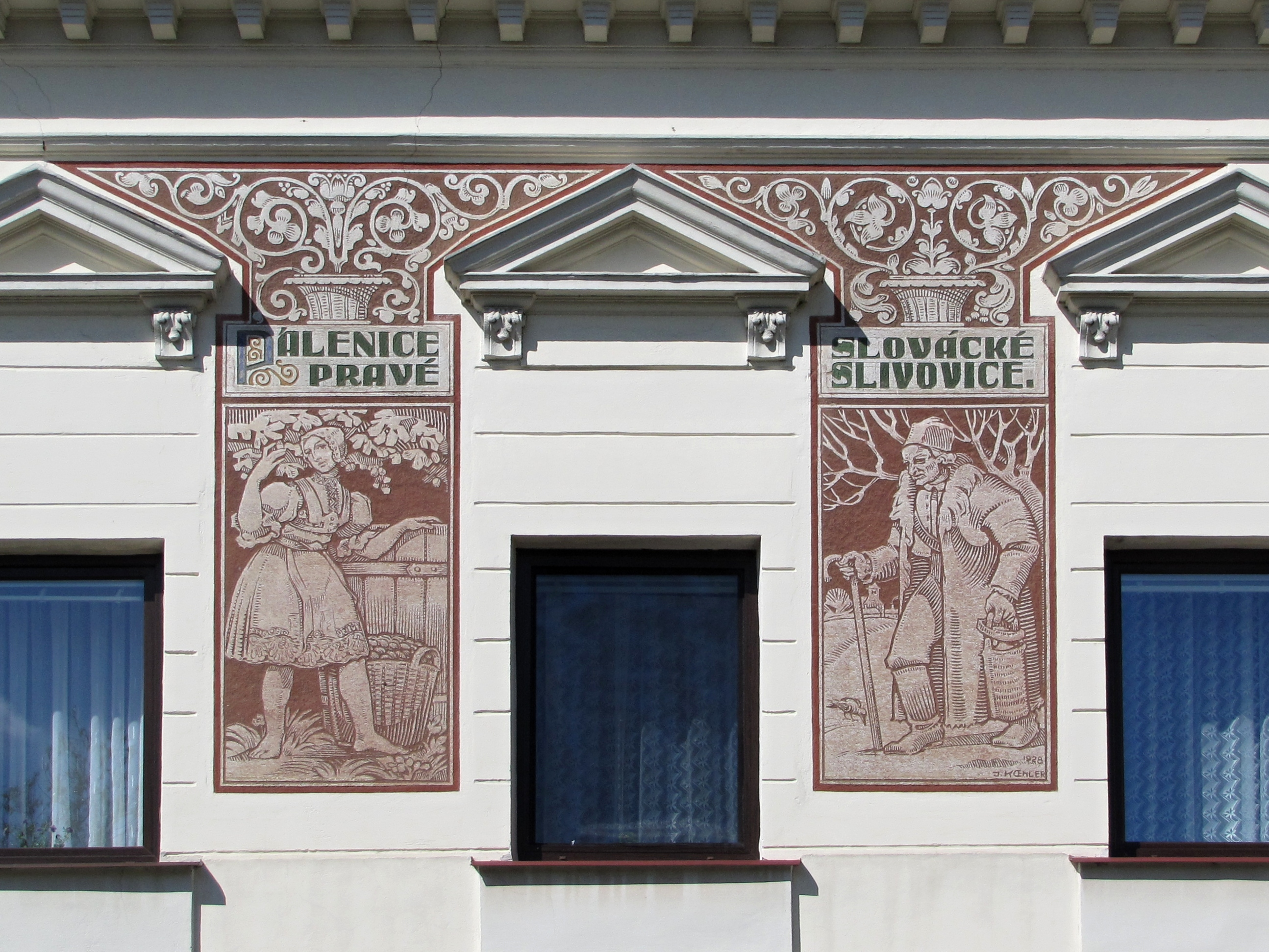
Sgrafita Jano Köhlera na bývalém hostinci U Budíků
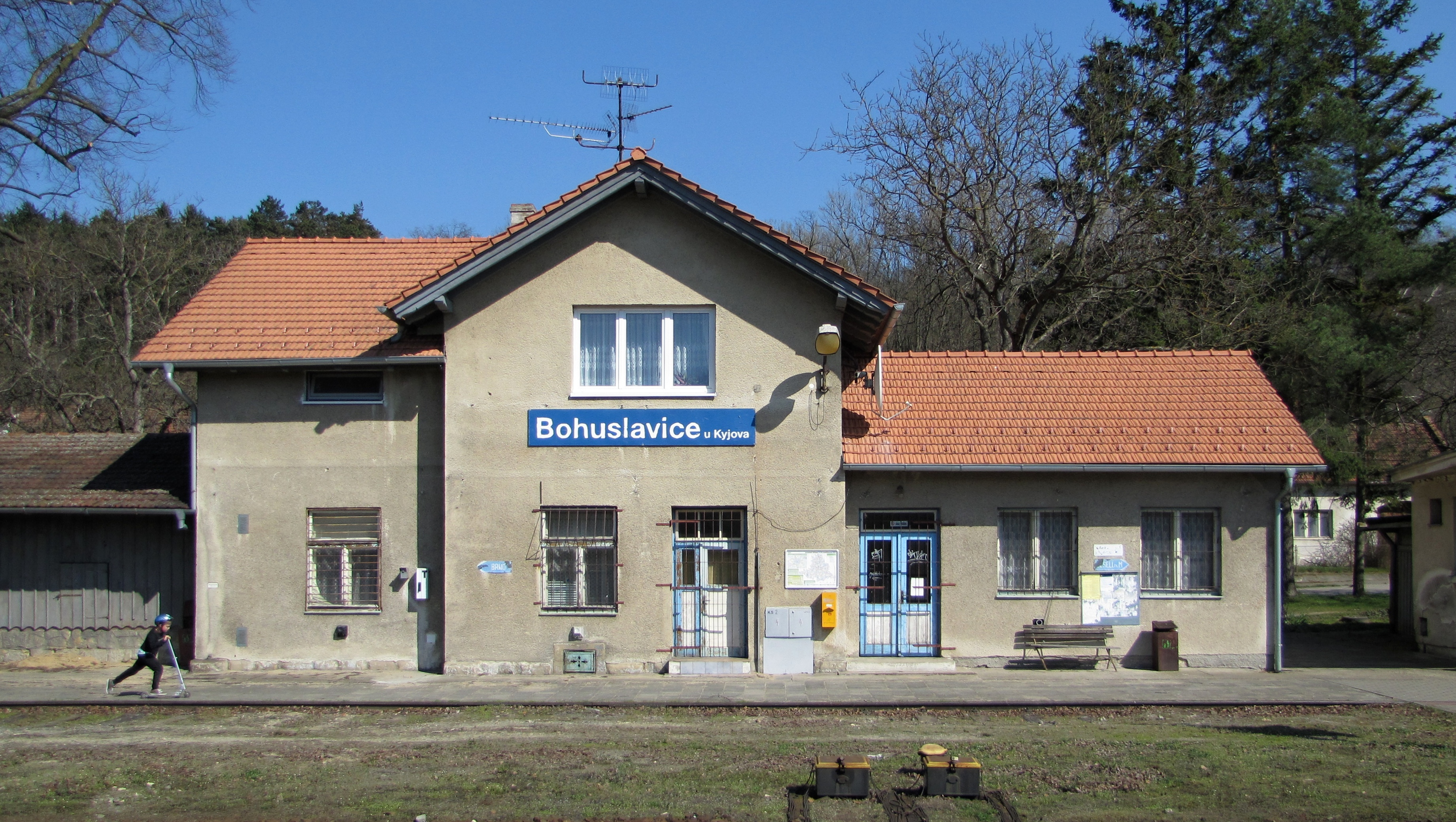
Železniční stanice

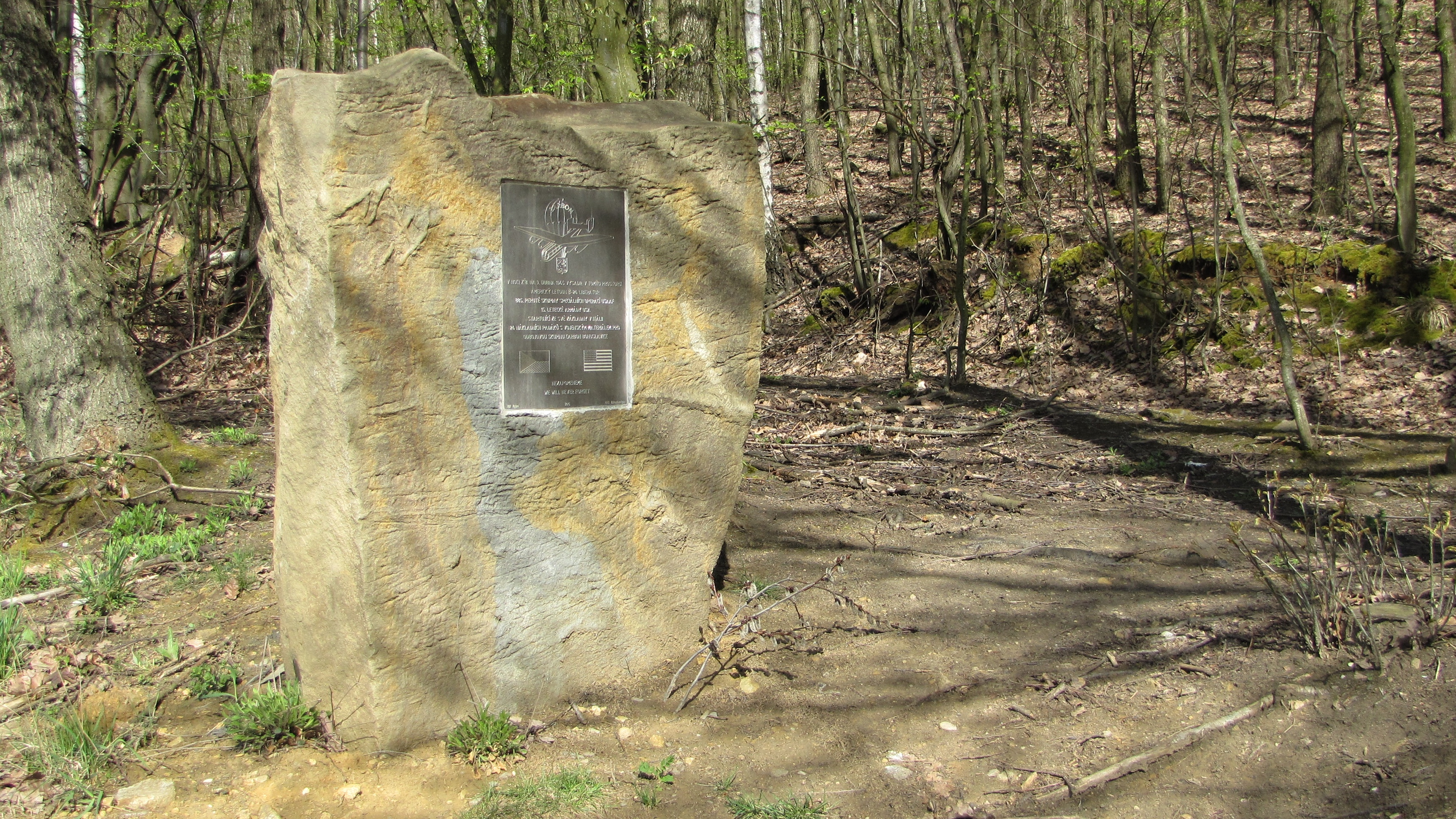
Pomník odbojové skupiny Carbon
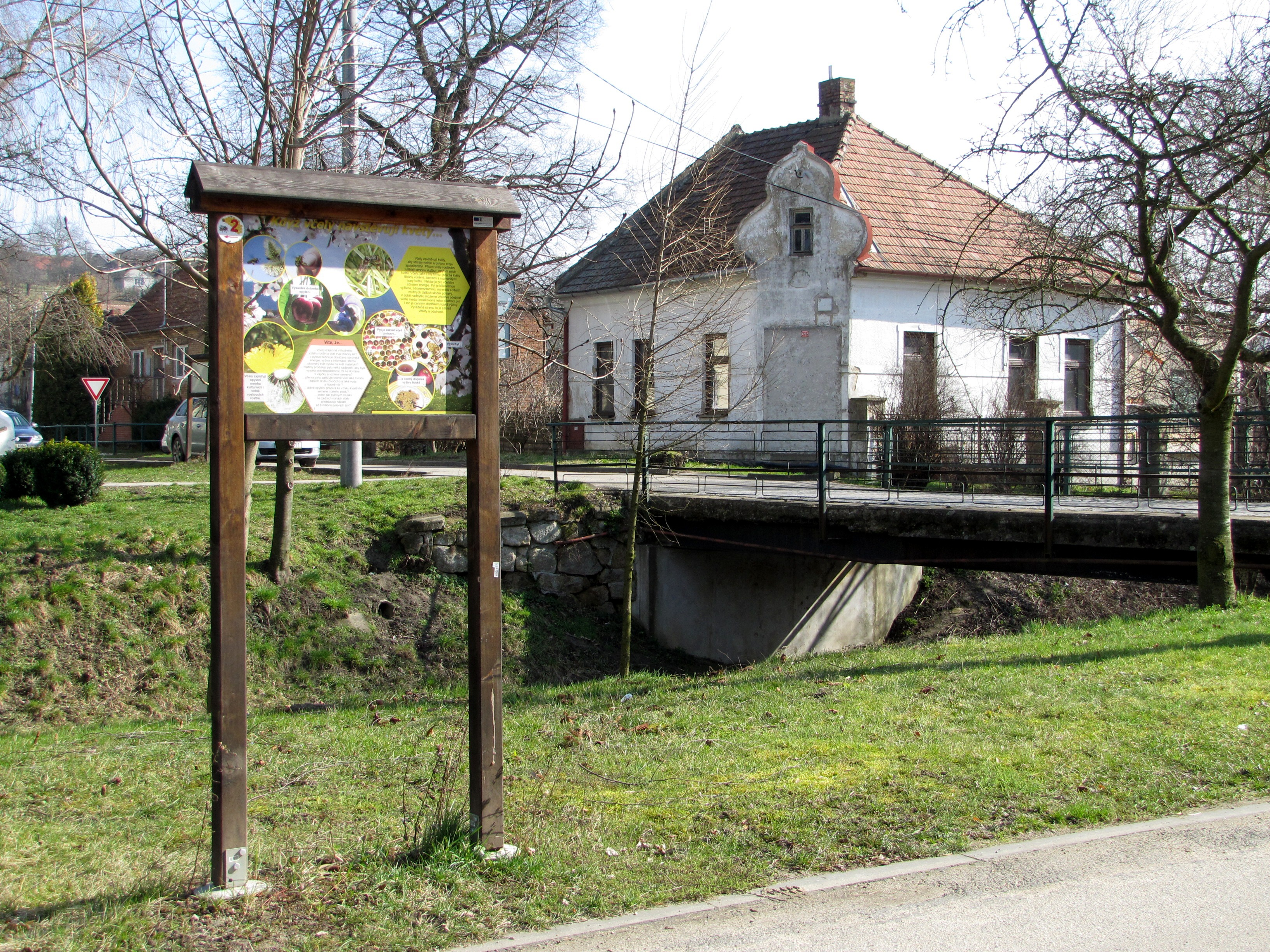
Včelařská naučná stezka
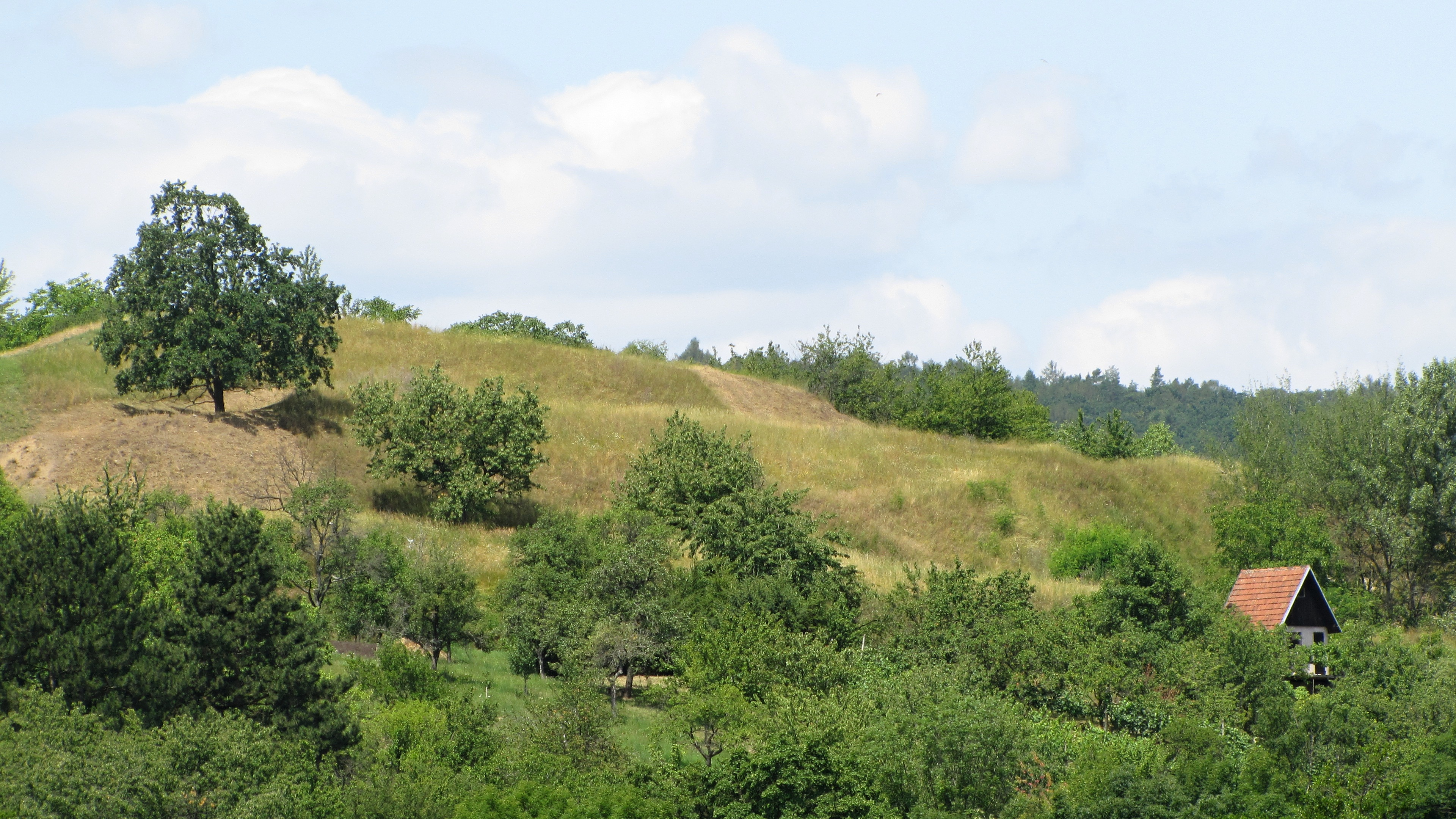
Přírodní památka Bohuslavické stráně
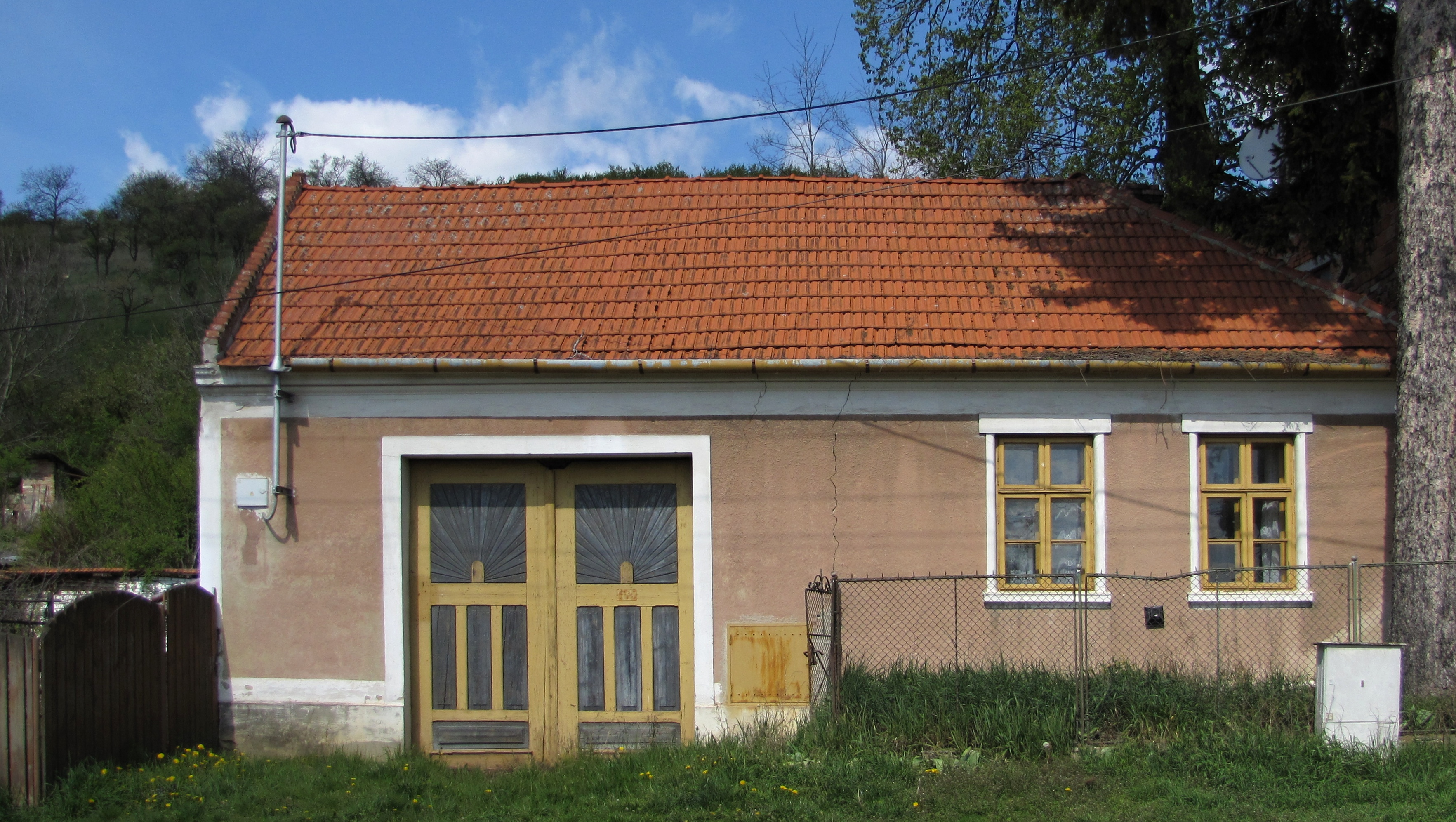
Stará zástavba

## Pamětihodnosti
- Kostel svatého Filipa a Jakuba

## Osobnosti
- Oldřich Pecl (1903–1950), právník, oběť komunistického režimu
- Bohumil Sekla (1901–1987), genetik, profesor Univerzity Karlovy

## Odkazy

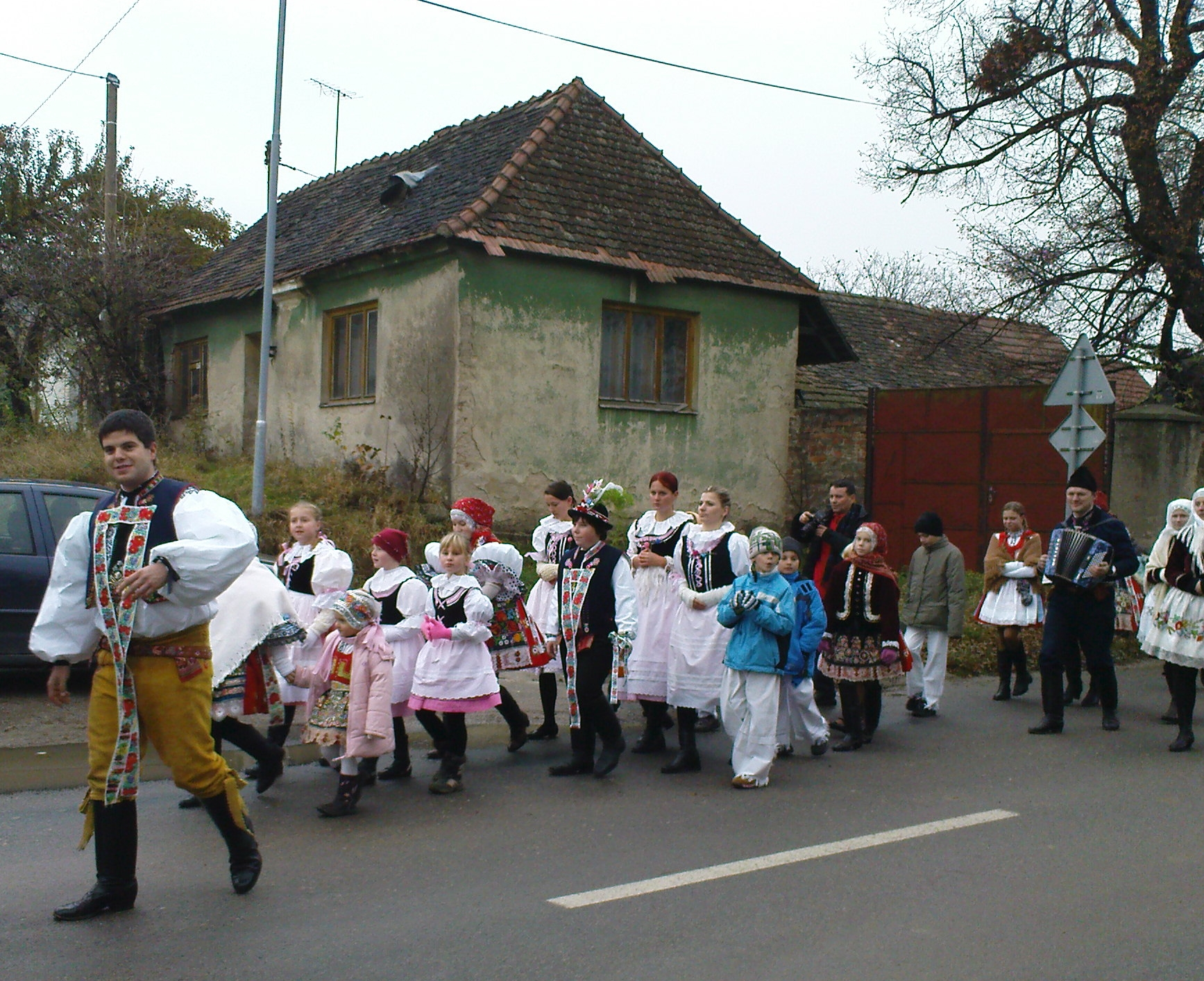
Druhý ročník obnovených hodů v Bohuslavicích (listopad 2009) – průvod obcí vede stárek v kroji, který má na sobě jako jediný žluté kalhoty z jelenice